# Anguliphantes monticola
Anguliphantes monticola là một loài nhện trong họ Linyphiidae.
Loài này thuộc chi Anguliphantes. Anguliphantes monticola được Wladislaus Kulczynski miêu tả năm 1881.